# Laura Lanza

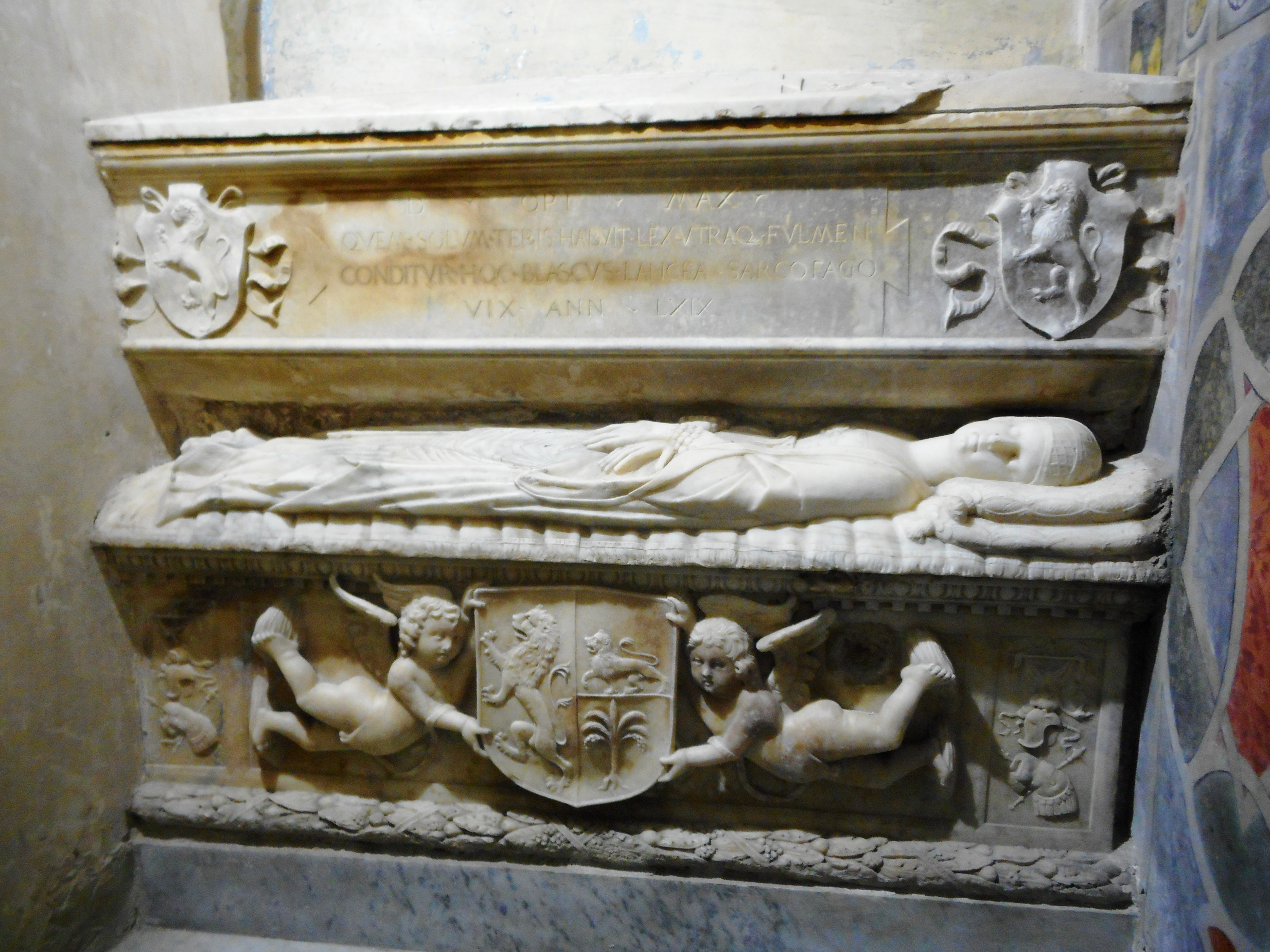
Presunto sarcofago di Laura Lanza

Laura Lanza di Trabia, più nota come la baronessa di Carini (Trabia, 7 ottobre 1529 – Carini, 4 dicembre 1563), è stata una nobile italiana, protagonista di una famosa e tragica vicenda siciliana.

## Biografia
Primogenita del barone di Trabia e conte di Mussomeli Cesare Lanza e di Lucrezia Gaetani: ebbe una sorella, Giovanna, e due fratellastri, Ottavio (primo principe di Trabia, da cui discendono gli attuali componenti della famiglia, fece costruire a Mussomeli il palazzo nel borgo, a causa delle precarie condizioni del castello) e Margherita, nati dal secondo matrimonio del padre con Castellana Centelles. Nata nel castello di Trabia, visse l'adolescenza nel palazzo gentilizio di Palermo. Non avendo avuto, per il momento, eredi maschi, il Lanza combinò le sue nozze con un membro di una facoltosa e blasonata casata. Il 21 dicembre 1543, all'età di quattordici anni, infatti, Laura andò in sposa, in Palermo, al sedicenne don Vincenzo II La Grua-Talamanca, figlio del barone di Carini Pietro III e di Eleonora Manriquez, e si trasferì nel loro avito castello dove visse per vent'anni e nacquero i suoi otto figli.
Laura intrecciò una lunga relazione con Ludovico Vernagallo, cugino del marito e di rango inferiore, ma che conosceva e apprezzava da tempo: secondo la tradizione (confortata dal rinvenimento dell'atto di morte della coppia da parte del parroco della chiesa madre di Carini Vincenzo Badalamenti), il padre li sorprese insieme e li uccise o fece uccidere.

Il funesto fatto di cronaca all'epoca ebbe molto risalto e un ignoto poeta siciliano del XVI secolo compose un poemetto che è giunto fino ai nostri giorni solo attraverso la tradizione orale e i cantastorie. Così rimpiangeva, in una delle strofe, la drammatica morte di Laura Lanza:
Stando al racconto, la baronessa, colpita al petto, si toccò la ferita e, appoggiandosi al muro con la mano, vi lasciò un'impronta insanguinata. Secondo testimoni del luogo, l'impronta della mano insanguinata era effettivamente presente nel castello fino alla metà del XX secolo, quando il custode, infastidito dal continuo passaggio dei turisti che venivano per vederla, la raschiò dal muro.
Il caso della signora di Carini non fu subito di dominio pubblico: la potenza delle famiglie coinvolte mise subito a tacere i diaristi del tempo, che si limitarono a riportare solo la data e la notizia della morte. Il vedovo si risposò subito con Ninfa Ruiz rinnovando alcune stanze del castello e cancellando le tracce che potevano ricordargli la prima moglie.
Si racconta che, a prova dell'omicidio, si troverebbe custodita nell'archivio della chiesa madre di Carini una lettera scritta dallo stesso padre al re di Spagna Filippo II. Don Cesare Lanza di Trabia fu assolto in virtù della legge vigente e l'anno successivo insignito del titolo di conte di Mussomeli.
Secondo la tradizione locale la baronessa sarebbe stata tumulata nella cripta dei La Grua sotto l'altare maggiore della chiesa madre carinese.
Esistono tuttavia dubbi sulla suddetta collocazione. Nel 2014, il grafologo del Tribunale di Palermo Carmelo Dublo ha provveduto ad analizzare gli antichi documenti disponibili, al fine di rinvenire nuovi elementi utili all'individuazione della reale tomba della baronessa, con il concorso del Reparto Investigazioni Scientifiche dei carabinieri di Messina. L'attenzione si è concentrata sulla chiesa di Santa Cita a Palermo: nella cripta dei Lanza sono sepolti il nonno paterno della baronessa, Blasco, il padre Cesare con la seconda consorte, e il fratellastro Ottavio. Sotto il sepolcro dell'avo è posizionato un artistico sarcofago anonimo con lo stemma di famiglia e la statua giacente di una giovane donna. Si ritiene che tale sarcofago possa essere quello di Laura.

## La tradizione
La storia venne tramandata oralmente di generazione in generazione, giungendo a contare ben 400 versioni differenti. Alcuni studiosi di folclore, da Salomone Marino ad Aurelio Rigoli, hanno tentato di mettere ordine in questa vicenda. Ma prima che la storica Aurelia Baviera Albanese scoprisse un documento decisivo, non era chiara l'identità dei personaggi. L'ultima versione è stata diffusa da Otello Profazio, che la imparò da un famoso cantastorie di Pellaro, in Reggio Calabria, noto come u Pipileu:
Vicinu a lu casteddu di Carini
và giriannu un bellu cavalieri:
Lu Vernagallu di sangu gentili,
chi di la gioventù l’onuri têni…
...
Lu munnu è fattu di 'nvidiusi e 'ngrati:
Lu fattu cci lu cùntanu a lu patri.
Afferra lu baruni spata ed ermu:
"vola, cavaddhu, fòra di Palermu!"
...
Viju venìri 'na cavalleria:
chistu è mè patri chi vêni pi mia!
Tuttu vistutu a la cavallerizza:
chistu è mè patri chi vêni e m'ammazza!
"Signuri Patri, chi viniti a fari?"
"Signura figghia, vi vegnu a ammazzari!"
e lu baruni chinu di furori 
tira la spada e ci spacca lu cori.
Lu primu corpu la bedda cadiu,
l'appressu corpu la bedda muriu,
lu primu corpu l'ebbi 'ntra li rini,

l'appressu ci spaccau curuzzu e vini.
Un racconto storico fu scritto anche dal medico e folclorista palermitano Salvatore Salomone Marino (1847-1916) che cercò di togliere la baronessa dalla leggenda: dopo gli studi filologici novecenteschi, è però impossibile "continuare a considerare il testo, qualsiasi testo, di Salomone Marino come una storia siciliana del Cinquecento: era patente (...) che si trattava di un falso ottocentesco".

## Riferimenti nella cultura di massa
Il compositore siciliano Giuseppe Mulè scrisse la tragedia in un atto Baronessa di Carini, rappresentata al Teatro Massimo Vittorio Emanuele di Palermo il 16 aprile 1912.
Nel 1975 la vicenda è stata adattata per la televisione nello sceneggiato Rai L'amaro caso della baronessa di Carini, diretto da Daniele D'Anza, e interpretato da Ugo Pagliai e Janet Agren.
Nel 2007 ne è stata fatta una nuova versione televisiva, trasmessa da Rai Uno: La baronessa di Carini, con la regia di Umberto Marino, e gli attori Vittoria Puccini e Luca Argentero nelle parti dei protagonisti.